# Dulepska
Dulepska – wieś w Chorwacji, w żupanii zagrzebskiej, w mieście Vrbovec. W 2011 roku liczyła 155 mieszkańców.